# Jérôme Pétion de Villeneuve
Jérôme Pétion de Villeneuve (ur. 3 stycznia 1756 w Chartres, zm. 24 czerwca 1794 w Saint-Émilion) – francuski polityk czasów Wielkiej Rewolucji Francuskiej, żyrondysta.

## Życiorys
Syn Jérôme'a Pétiona, adwokata, a następnie sędziego w Chartres i jego żony Marie-Elisabeth Le Telier. Po ukończeniu studiów prawniczych w 1778 r. uzyskał dyplom adwokacki i praktykował w rodzinnym mieście. Opublikował również rozprawę O środkach zapobiegania dzieciobójstwu oraz prace o prawie cywilnym oraz o małżeństwie.
20 maja 1789 r. został wybrany w Chartres na deputowanego do Stanów Generalnych, z ramienia stanu trzeciego. Od początku należał do najchętniej słuchanych mówców. Podpisał się pod przysięgą złożoną w sali do gry w piłkę. Początkowo opowiadał się za zachowaniem monarchii konstytucyjnej, w której król nosiłby tytuł króla Francuzów za zgodą narodu. Był członkiem komitetu tworzącego od 1790 r. francuską konstytucję. Popierał reformę sądownictwa oraz likwidację zakonów. Występował przeciwko niewolnictwu i działał w pierwszym francuskim stowarzyszeniu abolicjonistycznym - Stowarzyszeniu Przyjaciół Czarnych. W publicznej przemowie twierdził, że wypowiadanie wojny i zawieranie pokoju powinno być wyłączną kompetencją narodu. Z czasem w Konstytuancie stał się obok Maximiliena de Robespierre'a przywódcą frakcji republikanów. Obaj cieszyli się ogromną popularnością: obydwu lud nadał przydomek Nieprzekupnych.
W czerwcu 1791 został przewodniczącym sądu karnego Paryża, w tym samym miesiącu została mu powierzona misja przywiezienia do stolicy Ludwika XVI i Marii Antoniny po ich nieudanej próbie ucieczki z kraju (rodzinę królewską rozpoznano i zatrzymano w Varennes). 13 lipca tego samego roku z trybuny Konstytuanty wzywał do postawienia króla przed sądem za podjętą próbę ucieczki. W sierpniu wypowiadał się za całkowitą wolnością prasy. 30 września, w dniu zamknięcia obrad Konstytuanty, Pétion razem z Robespierre'em otrzymali owację od zgromadzonego ludu paryskiego.
14 listopada 1791 r. został wybrany na mera Paryża, otrzymując 6708 głosów na 10639 oddanych. 20 czerwca 1792 r. jako przedstawiciel władzy miejskiej bezskutecznie próbował zapobiec atakowi sankiulotów na pałac Tuileries i wkroczeniu do apartamentów królewskich. Dzień później wezwał lud do szacunku dla króla i jego miejsca zamieszkania. Na początku sierpnia 1792 r. Pétion miał wystąpił w Legislatywie w imieniu sekcji paryskich, oficjalnie ogłaszając wezwanie do proklamowania republiki. Zanim jednak to nastąpiło, 10 sierpnia 1792 r. uzbrojeni sankiuloci, z inspiracji radykalnych klubów politycznych jakobinów i kordelierów, zajęli szturmem pałac Tuileries i doprowadzili do uwięzienia króla. Prawdopodobnie w czasie masakr wrześniowych próbował - bezskutecznie - zwracać się do Dantona z propozycjami, jak powstrzymać zabójstwa więźniów.
5 września 1792 r. został wybrany na deputowanego Konwentu Narodowego jako delegat departamentu Eure-et-Loir. W zgromadzeniu jednogłośnie wybrano go na przewodniczącego Konwentu. Zerwał z radykalną Komuną Paryża, w Konwencie związał się z bardziej umiarkowanymi żyrondystami, tym samym przestał też współpracować z Robespierre'em. Podczas procesu Ludwika XVI opowiadał się za referendum powszechnym w sprawie wyroku na króla, ale uznał decyzję Konwentu, który odrzucił jego projekt i zagłosował za karą śmierci. Chciał przy tym odroczenia egzekucji; był to jeden z powodów dla którego jego popularność wśród ludu paryskiego całkowicie upadła. 
Po ucieczce gen. Dumourieza został publicznie oskarżony, iż wiedział o jego spisku i planach wystąpienia przeciwko rewolucji. Jego replika na te zarzuty wypadła słabo. 31 maja i 2 czerwca, pod bezpośrednim naciskiem sankiulotów i Gwardii Narodowej, którzy otoczyli gmach parlamentu, Konwent wyjął czołowych żyrondystów spod prawa. Pétion razem z innymi żyrondystami Buzotem i Barbaroux zbiegł z Paryża. Udał się do Normandii, gdzie próbował wzniecać powstanie antyjakobińskie. Następnie, wobec jego niepowodzenia, z Finistère udali się statkiem do Bordeaux, po czym ukryli się w domu perukarza Troquarta w Saint-Émilion. Po tym, gdy władze odnalazły ukrywających się w tym samym mieście Élie Guadeta oraz Jeana-Baptiste'a Salle'a, Pétion, Barbaroux i Buzon opuścili kryjówkę. Przed odejściem Pétion pozostawił u Miny Bouquey swoje pamiętniki i testament polityczny, w których bronił podjętych wcześniej politycznych wyborów. Gdy podczas ucieczki zostali zauważeni w lesie sosnowym przez przypadkowego pasterza, Barbaroux zastrzelił się. Ciała Buzota i Pétiona, na pół zjedzone przez wilki, znaleziono kilka dni później. Według niektórych źródeł oni również zginęli śmiercią samobójczą.